# چقاپیت علیا
چقاپیت علیا، روستایی از توابع بخش طرهان شهرستان کوهدشتدر استان لرستان ایران است.

## جمعیت
این روستا در دهستان طرهان غربی قرار دارد و براساس سرشماری مرکز آمار ایران در سال ۱۳۸۵، جمعیت آن ۸۶۷ نفر (۱۶۴خانوار) بوده‌است.